# Žabnica, Brezovica
Žabnica este o localitate din comuna Brezovica, Slovenia, cu o populație de 223 de locuitori.